# Leclercera niuqu
Espèce
Leclercera niuqu est une espèce d'araignées aranéomorphes de la famille des Psilodercidae.

## Distribution
Cette espèce est endémique du Népal. Elle se rencontre vers Bauwa à 2 659 m d'altitude.

## Description
Le mâle holotype mesure 3,46 mm.

## Publication originale
- Xu, Li & Li, 2018 : Four new species of the spider genus Leclercera Deeleman-Reinhold (Araneae, Ochyroceratidae) from Nepal. Zootaxa, no 4461(4), p. 558-572..